# Гуальдо
Гуальдо (итал. Gualdo) — коммуна в Италии, располагается в регионе Марке, в провинции Мачерата.
Население составляет 909 человек (2008 г.), плотность населения составляет 41 чел./км². Занимает площадь 22 км². Почтовый индекс — 62020. Телефонный код — 0733.
Покровителем коммуны почитается святой Савин, празднование в первую субботу после Феррагосто.

## Демография
Динамика населения:

## Администрация коммуны
- Официальный сайт: http://www.gualdo.sinp.net/